# Minería en Indonesia
Una de los principales motores económicos de Indonesia, es la minería, cuenta con la empresa minera de oro más grande del planeta, la Mina Grasberg, su principal concentración de oro fue descubierta en 1936, luego de la expedición Carstensz liderada por el alpinista Anton Colijn, el geólogo holandés Jean Jacques Dozy y el piloto Frits Wissel. Dozy fue el geólogo de la expedición, y descubrió las montañas de mineral: el depósito de oro más grande del mundo. Debido a la inhóspita área y al inicio de la Segunda Guerra Mundial tardó décadas para que se iniciara la minería del oro en la mena.
Si bien Indonesia cuenta con una de las mayores reservas de oro, entre 1993 y 1997 se dio un fraude del Bre-X, donde un grupo de empresas estafo a sus inversores diciendo que habían comprado un terreno donde había mucho oro, capitalizando así 6 billones de dólares, la empresa posteriormente fue a la quiebra.